# Gospodarstvo Solomonskih Otoka
Gospodarstvo Solomonskih Otoka temelji se na poljoprivredi i ribarstvu.
BDP po stanovniku iznosi 3400 dolara. Više od 75% radne snage bavi se poljoprivredom i ribarstvom. Do 1998., kada su cijene na svjetskom tržištu za tropsko drvo znatno pale, drvo je bilo glavni izvozni proizvod, a to je ponovno u posljednjih nekoliko godina, Šume su opasno preiskorištene. Ostali važni proizvodi za izvoz su: kopra i palmino ulje. Godine 1998., tvrtka "Ross Mining of Australia" počela je eksploatirati zlato na predjelu Gold Ridge na otoku Guadalcanal. Zbog etničkog nasilja u lipnju 2000., izvoz palminog ulja i zlata prestali su, dok je izvoz drva smanjen.
Obilje riba pruža mogućnost za daljnji izvoz i razvoj domaćega gospodarstva. Postojala je japanska joint venture tvrtka "Salomon Taiyo doo", koja je djelovala kao jedina tvornica ribljih konzervi u zemlji, a zatvorena je sredinom 2000., zbog etničkih sukoba.
Turizam, osobito ronjenje, važna je uslužna djelatnost na Solomonskim Otocima. Rast u toj industriji otežan je, međutim, zbog nedostatka infrastrukture, prijevoza i sigurnosnih ograničenja.
Solomonske Otoke osobito je teško pogodila azijska financijska kriza pa se dogodio pad BDP-a između 15% -25%. Oko polovice svih radnih mjesta u drvnoj industriji izgubljeno je. Vlada je priopćila kako će reformirati pridobivanje drva iz šume, s ciljem potrajnosti i očuvanja prirode.
Od 2000. godine, Vlada Solomonskih Otoka postaje sve insolventnija pa je u 2001., deficit dosegao oko 8% BDP-a. Vlada svake godine dobiva novčanu pomoć iz Australije, Novoga Zelanda, Europske unije, Japana i Tajvana. 
Solomonski otoci su članica Svjetske trgovinske organizacije.